# Luc Abalo
Luc Abalo (Ivry-sur-Seine, 6 de setembro de 1984) é um handebolista profissional francês, bicampeão olímpico.